# Brott mot mänskligheten
Brott mot mänskligheten är ett brott som definierats i artikel 7 i Romstadgan för Internationella brottmålsdomstolen. Brottet är sedan 2014 även direkt reglerat i svensk lag genom lagen (2014:406) om straff för vissa internationella brott. Brott mot mänskligheten som skall lagföras i Sverige utreds av gruppen för Krigsbrott vid Polismyndighetens Nationella Operativa Avdelning, under ledning av åklagare vid Riksenheten mot internationell och organiserad brottslighet.

## Begreppets första användning: första världskriget
Begreppet "brott mot mänskligheten" användes för första gången i internationellt sammanhang den 24 maj 1915 i ett ultimatum ställt till den osmanska regeringen. Varningen, som utfärdades av Ententemakterna (Storbritannien, Frankrike och Ryssland) som svar på nyheterna om storskaliga massakrer av armenier i hela Osmanska imperiet, löd "Med avseende på detta nya brott mot mänskligheten och civilisationen, kungör de allierade regeringarna öppet till Höga Porten att de kommer att hålla samtliga medlemmar i den turkiska regeringen, såväl de som har deltagit i dessa massakrer, personligen ansvariga".
Användningen av begreppet som precedensfall till Nürnberg- och Tokyo-rättegångarna efter andra världskriget påtalas av en FN-rapport daterat till 15 maj 1948. Rapporten på 384 sidor presenterades av FN:s ekonomiska och sociala råd och hade författats av FN:s Krigsbrottskommission som hade satts upp i London (1943) för att sammanställa information om krigsbrott och krigsförbrytare.:129 Rapporten var i enlighet med begäran från FN:s generalsekreterare om att redogöra för en "insamling och offentliggörande av information om mänskliga rättigheter som härrör från rättegångar mot krigsförbrytare, quislingar och förrädare, särskilt från Nürnberg- och Tokyo-rättegångarna." Rapporten hade utarbetats av medlemmar av kommissionens juridiska personal. Rapporten pekade på armeniska massakrerna under första världskriget som ett prejudikat för artiklarna 6 c och 5 c i Nürnberg- och Tokyo-rättegångarna och därmed även som en föregångare till den då nyligen framlagda förslaget till FN:s folkmordskonvention, där man skiljer mellan "krigsförbrytelser" och "brott mot mänskligheten". Genom att hänvisa till de uppgifter som samlats in under första världskriget av den så-kallade Ansvarskommissionen 1919, nämnde man rapporten med titel "Information berörande mänskliga rättigheter som härleds från rättegångarna mot krigsförbrytare" och använde det armeniska fallet som ett tydligt exempel på en stats brott mot den egna befolkningen. Rapporten noterade att medan fredsfördragen i Paris med Tyskland, Österrike, Ungern och Bulgarien inte innehöll någon hänvisning till "mänsklighetens lagar", baserade man i stället anklagelser på kränkningar av "krigslagar", medan Sèvres-avtalet med Turkiet gjorde det. Förutom artiklarna 226–228 rörande krigslagar (motsvarande artiklarna 228–230 i Versaillesfördraget) innehöll Sèvres-fördraget även en ytterligare artikel 230, uppenbarligen i överensstämmelse med det allierade ultimatumet den 24 maj 1915 i hänsyn till begångna "brott mot mänskligheten och civilisationen".

## Nürnbergstadgan
Ytterligare kodifiering av brott mot mänskligheten skedde inte förrän segrarmakterna i andra världskriget antog stadgan för Nürnbergrättegångarna 1945. Året därpå fastslog FN:s generalförsamling de principer som fanns i Nürnbergstadgan.

## Nürnbergstadgans definition
Nürnbergstadgan definierar brott mot mänskligheten som mord, utrotning, slaveri, deportation och dylika handlingar mot civilbefolkning. Vidare inräknas det som begicks i koncentrationsläger och förintelseläger samt förföljelser i politiskt, rasligt och religiöst syfte. Enskilda mordaktioner, massavrättningar verkställda av SS-trupper och Einsatzgruppen, räknas även hit; förintandet av de två tjeckiska byarna Lidice och Ležáky i juni 1942 samt den franska staden Oradour-sur-Glane i juni 1944.

## Romstadgans bestämmelser
Brott mot mänskligheten, folkmord och krigsförbrytelser är numera brott mot den primära folkrätten, vilket innebär att de ger upphov till universell jurisdiktion, det vill säga man kan dömas för brottet i alla stater oavsett om någon konvention är ratificerad eller inte. Alla stater har alltså rätt att ställa dem till svars som är misstänkta för dessa brott oavsett var de har begåtts och oavsett förövarens eller offrens nationalitet.
Enligt artikel 7 är envar av följande gärningar när de begås som en del i ett vidsträckt eller systematiskt angrepp riktat mot civilbefolkning brott mot mänskligheten.
1. Mord
2. Utrotning
3. Förslavning
4. Deportation
5. Fängslande i strid med grundläggande folkrättsliga regler.
6. Tortyr
7. Våldtäkt, påtvingat sexuellt slaveri, tvångssterilisering, påtvingad prostitution, påtvingat havandeskap med flera liknande brott.
8. Förföljelse av identifierbar folkgrupp med flera liknande brott.
9. Påtvingat försvinnande av personer.
10. Brottet apartheid, definierat som institutionellt förtryck och dominans av en rasgrupp över en eller flera andra rasgrupper.
11. Andra liknande handlingar som uppsåtligen förorsakar svårt lidande, svår kroppslig skada eller svårt själsligt eller fysiskt men.[6]

## Tribunaler
Följande domstolar (tribunaler) har jurisdiktion över brott mot mänskligheten.
- Internationella brottmålsdomstolen
- Internationella krigsförbrytartribunalen för det forna Jugoslavien
- Internationella Rwandatribunalen
- Specialdomstolen för Sierra Leone
- Internationella domstolen i Kambodja
- Tribunalen för Libanon

Ytterligare försök har gjorts att åtala och genomföra rättegångar beträffande brott mot mänskligheten dock utan större framgång.
Ett exempel på detta är försöket som en spansk undersökningsdomare gjorde för att ställa förre diktatorn Augusto Pinochet inför rätta i Spanien, sedan Pinochet gripits i Storbritannien.
Belgien har länge haft en kontroversiell lagstiftning där alla som begått brott mot mänskligheten (oavsett medborgarskap) kan ställas inför rätta om de sätter sin fot på belgisk mark. Detta gjorde att den israeliske premiärministern Ariel Sharon blev anmäld för brott mot mänskligheten i landet med anledning av massakern i de palestinska flyktinglägren Sabra och Shatila. Förundersökningen blev dock senare nedlagd.
Ibland används begreppet brott mot mänskligheten på ett alltför allmänt sätt. Man bör emellertid skilja mellan folkmord, brott mot mänskligheten och krigsförbrytelser.

## Den svenska lagstiftningen
Den svenska lagstiftningen om brott mot mänskligheten tillkom 2014 men är relativt okänd. Enligt den svenska lagregleringen, i 2 § lagen om straff för vissa internationella brott, kan brotten lagföras direkt i svensk domstol. Brott mot mänskligheten som begås i Sverige behöver då inte tas till Internationella brottmålsdomstolen i Haag ifall det svenska rättsväsendet förmår att stävja brotten, som alltså kan begås även i fredstid. Det gäller bland annat systematisk förföljelse som riktas mot en grupp civila på politiska, religiösa, könsmässiga eller andra enligt folkrätten otillåtna grunder. 

Lagföring av brott mot mänskligheten kan komma att aktualiseras i Sverige utifrån hur vissa politiska, etniska och religiösa grupper känner sig systematiskt förföljda och negativt särbehandlade av svenska myndigheter och av det svenska rättsväsendet.
Enligt 2 § Lagen (2014:406) om straff för vissa internationella brott, döms för brott mot mänskligheten, om brotten kan sägas utgöra, eller ingå som ett led i, ett omfattande eller systematiskt angrepp riktat mot en grupp civila, den som (utvalt här): 
1. dödar en person som ingår i gruppen,
2. tillfogar en person som ingår i gruppen allvarlig smärta eller skada eller utsätter denne för svårt lidande genom tortyr eller annan omänsklig behandling,
/.../
7. i strid med allmän folkrätt frihetsberövar någon som ingår i gruppen,

8. utsätter personer som ingår i gruppen för förföljelse genom att i strid med allmän folkrätt beröva dem grundläggande rättigheter på grund av politiska, rasmässiga, nationella, etniska, kulturella, religiösa, könsmässiga eller andra enligt allmän folkrätt otillåtna motiv
Den lägsta påföljden är enligt den svenska lagen 4 års fängelse, medan den strängaste påföljden är fängelse i 18 år, eller livstid (2 §, sista stycket).

## Utvidgat gärningsmannaskap
Enligt den svenska lagen, liksom i Romstadgan, gäller sk utvidgat gärningsmannaskap för brott mot mänskligheten, på samma sätt som för de övriga krigsbrotten. Det innebär att alla överordnade chefer, befäl eller andra beslutsfattare, som skulle kunnat ingripa, men inte gjort det, kan dömas som gärningsmän. Det regleras i den svenska lagen enligt följande: 
13 §  En militär eller civil förman som underlåter att vidta de för honom eller henne möjliga åtgärder som är nödvändiga och skäliga för att förhindra att /…/ brott mot mänskligheten /…/ begås av en underlydande som står under förmannens lydnad och effektiva kontroll ska anses som gärningsman.